# Love at First Sight
Love at First Sight és una pel·lícula estatunidenca romàntica de comèdia del 2023 dirigida per Vanessa Caswill i escrita per Katie Lovejoy, basada en la novel·la de 2011The Statistical Probability of Love at First Sight per Jennifer E. Smith. És protagonitzada per Haley Lu Richardson, Ben Hardy, Dexter Fletcher, Rob Delaney, Sally Phillips i Jameela Jamil. S'ha subtitulat al català.

## Repartiment
- Haley Lu Richardson com Hadley Sullivan
- Ben Hardy com Oliver Jones
- Rob Delaney com Andrew Sullivan
- Katrina Nare com Charlotte
- Jameela Jamil com la narradora
- Luke Whoriskey com Raleigh
- Tom Taylor com Luther Jones
- Dexter Fletcher com Val Jones
- Sally Phillips com Tessa Jones

## Al voltant de la pel·lícula
Al novembre de 2020, Haley Lu Richardson es va unir a l'elenc de la pel·lícula, amb Vanessa Caswill com a directora amb un guió de Katie Lovejoy, basat en la novel·la de 2011 The Statistical Probability of Love at First Sight de Jennifer E. Smith. A l'abril de 2022, Netflix va comprar drets mundials a la pel·lícula. Es va estrenar a Netflix el 15 de setembre de 2023.